# François Chamoux
François Chamoux (* 4. April 1915 in Mirecourt, Vogesen; † 21. Oktober 2007 in Paris) war ein französischer Althistoriker, Klassischer Archäologe und Altphilologe.

## Leben
Chamoux besuchte die Lyzeen in Chartres und Metz und das Lycée Henri IV in Paris und studierte seit 1934 an der École normale supérieure mit dem Abschluss des Agrégé des lettres in klassischen Sprachen 1938. Danach leistete er seinen Wehrdienst im Zweiten Weltkrieg (wofür er das Croix de Guerre mit Silberstern erhielt) und wurde 1941 schwer verwundet. 1943 bis 1948 war er an der École française d’Athènes. Danach war er Assistent an der Universität Lille und an der Sorbonne und Lehrer an einem Pariser Gymnasium (Lycée). 1952 wurde er über Kyrene unter den Battiaden an der Sorbonne sowie den Wagenlenker von Delphi  promoviert und war danach Professor in Nancy und 1960 bis 1983 Professor für Griechische Literatur und Zivilisation an der Sorbonne.
Er schrieb auch ins Deutsche übersetzte Gesamtdarstellungen zur griechischen Kultur- und Kunstgeschichte und eine Biographie von Marcus Antonius. Er galt sowohl als hervorragender Kenner griechischer Kunst als auch altgriechischer Lyrik (besonders Epigramme). Als Homer-Kenner nahm er regelmäßig an den Symposien in Chios teil.
Er grub viel in Griechenland aus (schon in seiner Zeit an der École francaise in Athen in den 1940er Jahren), unter anderem in Delphi, Thasos, den Kolonien von Kyrene in Libyen.
Er war seit 1981 Mitglied der Académie des inscriptions et belles-lettres sowie assoziiertes Mitglied der Académie royale des Sciences, des Lettres et des Beaux-Arts de Belgique seit 1996. 1974 bis 1987 war er Herausgeber der Revue des Études grecques. Er war Ehrendoktor der Universität Neuenburg (Université de Neuchâtel). Er erhielt den Ordre national du Mérite (Kommandeur), war Mitglied der Ehrenlegion (Kommandeur) und Träger des Ordre des Palmes Académiques.

## Schriften (Auswahl)
- Die Kunst der Griechen, Kohlhammer 1967, 2. Auflage 1978
  - Französisches Original: Art Grec, Paris: La Bibliothèque des Arts 1966
- Marcus Antonius : der letzte Herrscher des griechischen Orients, Gernsbach: Katz 1989
  - Französisches Original: Marc Antoine, dernier prince de l’Orient grec, Paris, Arthaud 1986
- Griechische Kulturgeschichte, Droemer Knaur, Muenchen 1966 (Reihe: Die Großen Kulturen)
  - Französisches Original: La civilisation grecque de l'époque archaïque et classique, Arthaud, Paris 1963 (Band 2 der Reihe: Les grandes civilisations)
- La civilisation hellénistique, Paris: Arthaud 1981
- Cyrène sous la monarchie des Battiades, Paris, De Boccard 1953 (Dissertation)
- La Sculpture de la Grèce antique, les musées d’Athènes, Paris: A. Michel 1968
- L’Aurige. Fouilles de Delphes. Tome IV, Monuments figurés : Sculpture – 5. Paris 1955

Er schrieb auch die allgemeine Einleitung in einer französischen Ausgabe von Diodor (Bibliothèque historique, Paris, Les belles lettres 1993) und einen Kommentar zu französisch-griechischen Ausgabe der Beschreibung Griechenlands von  Pausanias  (Paris, Les Belles Lettres, ab 1992).